# Stenodynerus frauenfeldi
Stenodynerus frauenfeldi är en stekelart som först beskrevs av Henri Saussure 1867.  Stenodynerus frauenfeldi ingår i släktet smalgetingar, och familjen Eumenidae. Inga underarter finns listade i Catalogue of Life.